# Nuoto ai Giochi della XXIV Olimpiade - Staffetta 4x100 metri misti maschile

## Record
Prima di questa competizione, il record del mondo (WR) e il record olimpico (OR) erano i seguenti.
|  | 3'38"28 | Rick Carey, John Moffet, Pablo Morales e Matt Biondi Stati Uniti      | 18 agosto 1985 Tokyo, Giappone         |
|  | 3'39"30 | Rick Carey, Steve Lundquist, Pablo Morales e Rowdy Gaines Stati Uniti | 4 agosto 1984 Los Angeles, Stati Uniti |

Durante l'evento sono stati migliorati i seguenti record:
| Data         | Evento | Atleta                              | Nazione     | Tempo   | Record |
| ------------ | ------ | ----------------------------------- | ----------- | ------- | ------ |
| 25 settembre | Finale | Berkoff, Schroeder, Biondi e Jacobs | Stati Uniti | 3'36"93 |        |

## Batterie
Si sono svolte 4 batterie di qualificazione. Le prime 8 squadre si sono qualificate direttamente per la finale.
| Pos | Batteria | Nazione                 | Atleti | >Tempo  | Note |
| --- | -------- | ----------------------- | --- | ------- | ---- |
| 1   | 4        | Stati Uniti             | David Berkoff (55"69) Richard Schroeder (1'01"64) Jay Mortenson (54"46) Tom Jager (51"21)                          | 3'43"00 | Q    |
| 2   | 3        | Gran Bretagna           | Gary Binfield (57"89) Adrian Moorhouse (1'02"33) Andrew Jameson (53"47) Roland Lee (50"75)                         | 3'44"44 | Q    |
| 3   | 2        | Canada                  | Mark Tewksbury (57"05) Victor Davis (1'03"14) Thomas Ponting (54"12) Donald Goss (50"25)                           | 3'44"56 | Q    |
| 4   | 4        | Germania Ovest          | Frank Hoffmeister (57"04) Mark Warnecke (1'03"80) Michael Gross (54"41) Björn Zikarsky (49"47)                     | 3'44"72 | Q    |
| 5   | 3        | Unione Sovietica        | Sergej Zabolotnov (57"14) Valeriy Lozik (1'02"80) Konstantine Petrov (55"02) Nikolay Yevseyev (50"33)              | 3'45"29 | Q    |
| 6   | 2        | Paesi Bassi             | Hans Kroes (58"11) Ronald Dekker (1'02"42) Frank Drost (54"50) Patrick Dybiona (50"62)                             | 3'45"65 | Q    |
| 7   | 4        | Giappone                | Daichi Suzuki (56"24) Hironobu Nagahata (1'03"51) Hiroshi Miura (55"65) Shigeo Ogata (51"48)                       | 3'46"88 | Q    |
| 8   | 2        | Australia               | Carl Wilson (58"31) Ian McAdam (1'05"17) Jon Sieben (54"65) Andrew Baildon (49"27)                                 | 3'47.40 | Q    |
| 9   | 3        | Svizzera                | Patrick Ferland (58"27) Étienne Dagon (1'04"61) Dano Halsall (55"71) Stéfan Voléry (49"50)                         | 3'48"09 |      |
| 10  | 4        | Francia                 | Franck Schott (57"04) David Leblanc (1'04"85) Ludovic Depickère (56"37) Bruno Gutzeit (50"38)                      | 3'48"64 |      |
| 11  | 3        | Nuova Zelanda           | Paul Kingsman (57"73) Anthony Beks (1'05"43) Anthony Mosse (54"03) Ross Anderson (51"74)                           | 3'48"93 |      |
| 12  | 4        | Spagna                  | Martín López-Zubero (58"05) Ramón Camallonga (1'04"67) José Luis Ballester (55"66) José Hernando (51"09)           | 3'49"47 |      |
| 13  | 2        | Cecoslovacchia          | Pavel Vokoun (59"25) Radek Beinhauer (1'03"71) Robert Wolf (56"23) Petr Kladiva (50"71)                            | 3'49"90 |      |
| 14  | 4        | Danimarca               | Lars Sørensen (58"17) Christian Toft (1'07"32) Benny Nielsen (55"57) Franz Mortensen (50"91)                       | 3'51"97 |      |
| 15  | 3        | Italia                  | Valerio Giambalvo (59"70) Gianni Minervini (1:05"06) Leonardo Michelotti (56"76) Roberto Gleria (50"54)            | 3'52"06 |      |
| 16  | 2        | Ungheria                | Tamás Deutsch (58"52) Károly Güttler (1'03"59) Valter Kalaus (58"30) Mihály-Richard Bodór (51"83)                  | 3'52.24 |      |
| 17  | 4        | Singapore               | David Lim (58"03) Ng Yue Meng (1'05"89) Ang Peng Siong (56"63) Oon Jin Gee (52"31)                                 | 3'52"86 |      |
| 18  | 3        | Brasile                 | Rogério Romero (57"99) Cícero Tortelli (1'06"54) Eduardo de Poli (56"65) Emanuel Nascimento (52"03)                | 3'53"21 |      |
| 19  | 2        | Cina                    | Lin Laijiu (59"32) Chen Jianhong (1'04"73) Zheng Jian (57"04) Shen Jianqiang (53"09)                               | 3'54"18 |      |
| 20  | 3        | Messico                 | Ernesto Vela (59"16) Javier Careaga (1'06"07) Urbano Zea (57"66) Rodrigo González (51"32)                          | 3'54"21 |      |
| 21  | 1        | Corea del Sud           | Park Dong-pil (1'01"38) Yoon Joo-il (1'04"42) Park Yeong-cheol (56"96) Kwon Sang-won (54"18)                       | 3'56"94 |      |
| 22  | 4        | Hong Kong               | Yip Hor Man (1'03"23) Watt Kam Sing (1'08"53) Tsang Yi Ming (59"44) Michael Wright (54"08)                         | 4'05"28 |      |
| 23  | 2        | Grecia                  | Ilias Malamas (59"88) Nikolaos Fokianos (1'07"61) Theodoros Griniazakis (1'01"09) Charalambos Papanikolaou (59"13) | 4'07"71 |      |
| 24  | 1        | Isole Vergini Americane | William Cleveland (1'05"06) Kraig Singleton (1'13"73) Kristan Singleton (1'01"93) Hans Foerster (54"31)            | 4'15"03 |      |
| 25  | 1        | Emirati Arabi Uniti     | Mohamed Abdullah (1'08"35) Obaid Al-Rumaithi (1'15"72) Mohamed Bin Abid (1'06"57) Ahmad Faraj (57'91)              | 4'28"55 |      |

## Finale
| Oro     | 4 | Stati Uniti      | David Berkoff (54"56) Richard Schroeder (1'01"64) Matt Biondi (52"38) Chris Jacobs (48"35)        | 3'36"93 |  |  |   |   |               |                                                         |    |  |
| Argento | 3 | Canada           | Mark Tewksbury (56"11) Victor Davis (1'00"90) Thomas Ponting (53"52) Donald Goss (48"75)          | 3'39"28 |  |  |   |   |               |                                                         |    |  |
| Bronzo  | 2 | Unione Sovietica | Igor' Poljanskij (55"35) Dmitrij Volkov (1'01"53) Vadim Jaroščuk (53"34) Gennadij Prigoda (49"74) | 3'39"96 |  |  |   |   |               |                                                         |    |  |
| 4       | 6 | Germania Ovest   | Frank Hoffmeister (57"18) Alexander Mayer (1'03"12) Michael Gross (53"17) Björn Zikarsky (49"51)  | 3'42"98 |  |  |   |   |               |                                                         |    |  |
| 5       | 1 | Giappone         | Daichi Suzuki (55"87) Hironobu Nagahata (1'02"75) Hiroshi Miura (54"18) Shigeo Ogata (51"56)      | 3'44"36 |  |  |   |   |               |                                                         |    |  |
| 6       | 8 | Australia        | Carl Wilson (57"85) Ian McAdam (1'05"01) Jon Sieben (53"42) Andrew Baildon (49"57)                | 3'45"85 |  |  |   |   |               |                                                         |    |  |
| 7       | 7 | Paesi Bassi      | Hans Kroes (58"26) Ronald Dekker (1'03"40) Frank Drost (54"48) Patrick Dybiona (50"41)            | 3'46"55 |  |  | - | 5 | Gran Bretagna | Neil Harper Adrian Moorhouse Andrew Jameson Mark Foster | SQ |  |